# Dendranthema boreale
Dendranthema boreale là một loài thực vật có hoa trong họ Cúc. Loài này được (Makino) Ling ex Kitam. mô tả khoa học đầu tiên năm 1978.